# Russian Transporter : Mission Protection
Pour plus de détails, voir Fiche technique et Distribution.
Russian Transporter : Mission Protection (russe : Непобедимый, Nepobedimyy) est un film d'action russe d'Oleg Pogodine réalisé en 2008. Adapté du roman de Friedrich Neznansky L'Ouverture de la chasse, ou le piège pour Shering, le film est sorti le 23 octobre de la même année en Russie et directement en DVD en 2010 en France.

## Synopsis
Yegor Kremnyov, agent secret russe, est envoyé à Malte pour capturer l’homme d’affaires douteux Mikhail Shering. Mais Yegor n’est pas seul  à la recherche de sa cible

## Fiche technique
- Titre : Russian Transporter : Mission Protection
- Titre original : Непобедимый (Nepobedimyy)
- Réalisation : Oleg Pogodine
- Scénario : Oleg Pogodine
- Photographie : Tomasz Augustinek
- Musique : Aleksandr Solokov, Vladimir Poliakov
- Décors : Denis Kouprine, Ino Bonello
- Costumes : Yulya Subbonina, Yvonne Zarb Cousin
- Pays : Russie
- Année de production : 2008
- Lieux de Tournage :  Russie/ Malte
- Producteur : JSC Central Partnership
- Distributeur français : Zylo

## Distribution
- Vladimir Epifantsev : Yegor Kremnyov
- Sergueï Astakhov (ru) : Mikhail Shering
- Olga Fadeieva (ru) : Nadezhda Orlova
- Yuri Solomin : lieutenant-général Vladimir Rokotov
- Vladimir Steklov : général Liamine
- Oleg Vavilov (ru) : général Zoubov
- Sergueï Veksler (ru) : colonel Oukolov
- Vladimir Turchinsky : Igor Solodov
- Taguir Rakhimov (ru) : colonel Kozirev
- Alexandre Khovansky (ru) : Boris Gecht
- Keith Malley (en) : Raoul
- Wolfgang Raach : Sentry
- John-Sebastien Cote : Harley